# Église Notre-Dame de Malakoff
L'église Notre-Dame de Malakoff dans les Hauts-de-Seine est une église paroissiale affectée au culte catholique, et située avenue Pierre-Larousse dans cette ville. Elle est dédiée à la Vierge de la Médaille Miraculeuse.

## Historique
De style néo-roman, elle a été édifiée en 1862 sur les plans de l'architecte Claude Naissant et consacrée le 8 septembre 1863, fête de la Nativité de la Vierge. C'est au départ, une simple chapelle dépendante de la paroisse Saint-Rémy de Vanves qui deviendra une paroisse indépendante en 1873.

## Description
Sa porte est surmontée d'un arc en plein cintre. Au-dessus une petite rosace éclaire la tribune. Les quatre travées sont éclairées de fenêtres en plein cintre. Les vitraux décrivent la vie de la Vierge et datent de 1893. Presque tout le mobilier de la fin du XIXe siècle, y compris des statues et le chemin de croix, a été oté en 1960.
Elle a été complètement rénovée en 2012, les travaux comprenant la réfection du sol, du chauffage et de l'électricité, et la peinture de la totalité du bâtiment, ainsi que la rénovation des sacristies. L'ancien autel de 1960 formant une table en pierre de Lens, supportée de deux groupes de quatre fûts, a laissé la place à une table moderne avec incrustations de cuivre, et le reste du décor saint-sulpicien a disparu, tandis que l'ensemble est devenu plus fonctionnel. Le mobilier liturgique actuel (autel, ambon, croix de chœur, tabernacle avec vitrail et baptistère) a été réalisé par Jean-François Ferraton en 2011.
L'orgue du facteur d’orgue Cavaillé-Coll, datant de 1877 et installé dans la tribune désormais peinte en rouge, a été inscrit à la liste des objets et mobiliers classés parmi les monuments historiques par un arrêté le 6 mai 1984,. La restauration du tableau attribué à Philippe de Champaigne, intitulé La Fuite en Égypte a été entreprise par la municipalité.

## Paroisse
Paroisse de Malakoff, diocèse de Nanterre. Elle dispose de deux autres lieux de culte: la chapelle du Sacré-Cœur de Malakoff et la chapelle Saint-Marc de Malakoff.

## Pour approfondir